# Пеньково (Башкортостан)
Пенько́во (баш. Пеньков) — село в Бирском районе Республики Башкортостан Российской Федерации. Входит в состав Кусекеевского сельсовета.

## География

### Географическое положение
Расстояние до:
- районного центра (Бирск): 16 км,
- центра сельсовета (Кусекеево): 9 км,
- ближайшей ж/д станции (Уфа): 117 км.

## Население
| 2002 | 2009 | 2010 |
| ---- | ---- | ---- |
| 186  | ↘180 | ↘157 |

### Национальный состав
Согласно переписи 2002 года, преобладающие национальности — марийцы (72 %), русские (28 %).